# Gran Premi de França del 1984
Resultats del Gran Premi de França de Fórmula 1 de la temporada 1984, disputat al circuit de Dijon-Prenois el 20 de maig del 1984.

## Resultats
| Pos | No | Pilot              | Equip               | Voltes | Temps/ Retirada  | Pos. de sortida | Punts |
| --- | -- | ------------------ | ------------------- | ------ | ---------------- | --------------- | ----- |
| 1   | 8  | Niki Lauda         | McLaren - TAG       | 79     | 1h 31' 12. 0     | 9               | 9     |
| 2   | 15 | Patrick Tambay     | Renault             | 79     | + 7.154 s        | 1               | 6     |
| 3   | 12 | Nigel Mansell      | Lotus - Renault     | 79     | + 23.969 s       | 6               | 4     |
| 4   | 28 | René Arnoux        | Ferrari             | 79     | + 43.706 s       | 11              | 3     |
| 5   | 11 | Elio de Angelis    | Lotus - Renault     | 79     | + 1' 06.125 min. | 2               | 2     |
| 6   | 6  | Keke Rosberg       | Williams - Honda    | 78     | + 1 Volta        | 4               | 1     |
| 7   | 7  | Alain Prost        | McLaren - TAG       | 78     | + 1 Volta        | 5               |       |
| 8   | 5  | Jacques Laffite    | Williams - Honda    | 78     | + 1 Volta        | 12              |       |
| 9   | 2  | Teo Fabi           | Brabham - BMW       | 78     | + 1 Volta        | 17              |       |
| 10  | 26 | Andrea de Cesaris  | Ligier - Renault    | 77     | + 2 Voltes       | 26              |       |
| 11  | 18 | Thierry Boutsen    | Arrows - BMW        | 77     | + 2 Voltes       | 14              |       |
| 12  | 24 | Piercarlo Ghinzani | Osella - Alfa Romeo | 74     | + 5 Voltes       | 25              |       |
| 13  | 10 | Jonathan Palmer    | RAM - Hart          | 72     | + 7 Voltes       | 21              |       |
| DSQ | 3  | Martin Brundle     | Tyrrell - Ford      | 76     | Desqualificat    | 23              |       |
| Ret | 21 | Mauro Baldi        | Spirit - Hart       | 61     | Motor            | 24              |       |
| Ret | 16 | Derek Warwick      | Renault             | 53     | Accident         | 7               |       |
| Ret | 17 | Marc Surer         | Arrows - Ford       | 51     | Accident         | 19              |       |
| Ret | 23 | Eddie Cheever      | Alfa Romeo          | 51     | Motor            | 16              |       |
| Ret | 19 | Ayrton Senna       | Toleman - Hart      | 35     | Turbo            | 13              |       |
| Ret | 27 | Michele Alboreto   | Ferrari             | 33     | Motor            | 10              |       |
| Ret | 20 | Johnny Cecotto     | Toleman - Hart      | 22     | Turbo            | 18              |       |
| Ret | 22 | Riccardo Patrese   | Alfa Romeo          | 15     | Motor            | 15              |       |
| Ret | 1  | Nelson Piquet      | Brabham - BMW       | 11     | Turbo            | 3               |       |
| DSQ | 4  | Stefan Bellof      | Tyrrell - Ford      | 11     | Desqualificat    | 20              |       |
| Ret | 14 | Manfred Winkelhock | ATS - BMW           | 5      | Embragatge       | 8               |       |
| Ret | 9  | Philippe Alliot    | RAM - Hart          | 4      | Part elèctrica   | 22              |       |

## Altres
- Pole: Patrick Tambay 1' 02. 200

- Volta ràpida: Alain Prost 1' 05. 257 (a la volta 59)